# M9 (Wit-Rusland)
De M9 of Magistrale 9 is een hoofdweg in Wit-Rusland met een lengte van 56 kilometer. De weg vormt de ringweg van de hoofdstad Minsk. De gehele weg is uitgebouwd tot expresweg. In de volksmond staat de weg bekend als MKAD (МКАД). Deze afkorting staat voor Minskaja kalzavaja autamabilnaja daroha, wat vrij vertaald autoringweg van Minsk betekent.

## Geschiedenis
De ringweg van Minsk werd in de Sovjettijd aangelegd tussen 1956 en 1963. Tot 1980 was het een enkelbaans weg (1x2). In 1980 werd de weg verbreed naar twee rijbanen (2x2). Omdat de weg nog steeds gelijkvloerse kruisingen had, waren er veel files. Daarom is de MKAD in 2001 en 2002 opgewaardeerd tot expresweg met drie rijstroken per richting (2x3).
Tot ongeveer 2000 heette de M9 R1. Omdat de weg, als ringweg van de hoofdstad, zeer belangrijk is voor het doorgaande verkeer, is het een hoofdweg geworden.
De oude M9 liep van Minsk via Maladzjetsjna naar Narats. Dit is nu de R28, omdat deze weg geen belangrijke functie heeft.
M1 · 
M2 · 
M3 · 
M4 · 
M5 · 
M6 · 
M7 · 
M8 · 
M9 · 
M10 · 
M11 · 
M12 · 
M14